# Katibasia insidiosa
Katibasia
Genre
Espèce
Katibasia insidiosa, unique représentant du genre Katibasia, est une espèce de poissons d'eau douce téléostéens de la famille des Gastromyzontidae (ordre des Cypriniformes).

## Répartition
Katibasia insidiosa est endémique de l’État de Sarawak (Malaisie).

## Description
Katibasia insidiosa mesure jusqu'à 34 mm, queue non comprise.

## Systématique
Le genre Katibasia et l'espèce Katibasia insidiosa ont été décrits en 2004 par l'ichtyologiste suisse Maurice Kottelat (1957-),.

## Étymologie
Le nom générique, Katibasia, fait référence à la Katibas (en), la rivière de l’État de Sarawak où a été découverte l'espèce.
L'épithète spécifique, du latin insidiosa, « sournois, perfide », fait référence à l'apparence trompeuse de cette espèce qui pourrait faire croire qu'elle appartient au genre Protomyzon.

## Publication originale
- Maurice Kottelat, « On the Bornean and Chinese Protomyzon (Teleostei: Balitoridae), with descriptions of two new genera and two new species from Borneo, Vietnam and China », Ichthyological Exploration of Freshwaters, Verlag Dr. Friedrich Pfeil (d), vol. 15, no 4,‎ 1er décembre 2004, p. 301-310 (ISSN 0936-9902).